# Blaye-les-Mines
Blaye-les-Mines (okcitansko Blaia de las Minas) je naselje in občina v francoskem departmaju Tarn regije Jug-Pireneji. Leta 2007 je naselje imelo 3.063 prebivalcev.

## Geografija
Kraj leži v pokrajini Languedoc 14 km severno od Albija.

## Uprava
Občina Blaye-les-Mines skupaj z občinama Labastide-Gabausse in Taïx ter delom občine Carmaux sestavlja kanton Carmaux-jug.